# 497
497 је била проста година.

## Догађаји
- Цар Анастасије I даје формално признање остроготском краљу Теодориху Великом, као његовог представника (вицекраља) у Италији. Он шаље царски кодекс у Равену. Теодорик поштује споразум и дозвољава римским грађанима унутар Остроготског краљевства да буду подложни римском праву.
- Изауријски рат: Цар Анастасије I поново преузима контролу над регионом Исаврија (Мала Азија) и даје погубљење вођа побуњеника. Анастасије умирује планинска упоришта Исавријанаца, окончавајући побуну коју су започели по његовом успону на престо пре 6 година.
- Основан је манастир Шаолин (Хенан).
- Аријабхата, индијски астроном и математичар, израчунава вредност броја Пи (π) као ≈ 62832/20000 = 3,1416, тачно на четири заокружена децимална места.
- Амброзијанска Илијада, илуминирани рукопис на пергаменту, Хомерове Илијаде, направљен је у Цариграду .